# Мирослава Гоговска
Мирослава Костадинова Гоговска е българска актриса.

## Биография
Родена е на 16 май 1973 г. в София. Завършва актьорско майсторство при проф. Димитрина Гюрова в НАТФИЗ „Кр. Сарафов“ през 1995 г. Дебютира в ролята на Анка („Криворазбраната цивилизация“ – Д. Войников) в ДТ – Пазарджик (1995). Работи в ДТ – Пазарджик (1995 – 1996), актриса на свободна практика (от 1996).

## Творчество

### Театрални роли
Мирослава Гоговска участва в следните пиеси: Беатриче („Много шум за нищо“ – У. Шекспир), Кейт („Нощта на заблудите“ – О. Голдсмит), Мира („На нивото на очите“ – К. Донев), Недка („Франческа“ – К. Илиев), Студентката („Пясъчен пъзел“ – Я. Добрева), Пития („Тирезий Слепият“ – по Софокъл), Антигона („Антигона Смъртната“ – по Софокъл), Панаула („Черното руно“ – авторски спектакъл на М. Младенова и Ив. Добчев), Грушенка („Альоша“ по „Братя Карамазови“ – Ф. М. Достоевски), Александра Лвовна („Изход: Станция Астапово“ – авторски спектакъл на Ив. Добчев), Кристин („Жули, Жан и Кристин“ – А. Стриндберг) и други.

### Телевизионни участия
Има участия в детското предаване „Спукано гърне“ на БНТ, където води рубриката „И баба знае“. Носителка е на национални награди.

## Филмография
- Вътрешен глас (2008) – Славянка
- Отвъд чертата (тв, 2003) – Христина
- „Хайка за вълци“ (2000) (6 серии) – Хортензия
- „Страх“ (2020) - Гоговска